# 日本地下石油備蓄
日本地下石油備蓄株式会社（にほんちかせきゆびちく、英: Japan Underground Oil Storage Co., Ltd.）は、国家石油備蓄基地の操業・保守管理を行う企業。日本で初めて、地下方式での石油備蓄を行った。東京都港区に本社を置き、岩手県久慈市・愛媛県今治市・鹿児島県いちき串木野市などの国家石油備蓄基地の業務を受託している。

## 事業所
- 久慈事業所（久慈国家石油備蓄基地）
  - 所在地 - 〒028-0001 岩手県久慈市夏井町閉伊口第8地割105番地2
  - 備蓄容量 - 地下岩盤タンク 35万kl（540m×2）1ユニット、70万kl（540m×4）2ユニット　計175万kl
  - 貯蔵開始 - 1993年10月
- 菊間事業所（菊間国家石油備蓄基地）
  - 所在地 - 〒799-2302 愛媛県今治市菊間町種4642番地1
  - 備蓄容量 - 地下岩盤タンク 59.4万kl、74.5万kl、2.5万kl　計175万kl
  - 貯蔵開始 - 1994年4月
  - 太陽石油四国事業所に隣接し、港湾施設などは同事業所のものを使用。
- 串木野事業所（串木野国家石油備蓄基地）
  - 所在地 - 〒896-0046 鹿児島県いちき串木野市西薩町1番地
  - 備蓄容量 - 地下岩盤タンク 35万kl（555m×2）1ユニット、70万kl（555m×4）2ユニット　計175万kl
  - 貯蔵開始 - 1993年1月
- 苫小牧東部国家石油備蓄基地
- むつ小川原国家石油備蓄基地
- 秋田国家石油備蓄基地
- 福井国家石油備蓄基地
- 白島国家石油備蓄基地
- 上五島国家石油備蓄基地
- 志布志国家石油備蓄基地

## 沿革
- 1986年5月 - 国家石油備蓄会社として、日本地下石油備蓄株式会社設立。
- 1992年12月 - 串木野基地部分完成（全面完成は1994年5月）
- 1993年9月 - 久慈基地完成。
- 1994年3月 - 菊間基地完成。
- 2004年1月 - 資本金を100億円から2億円に減資。
- 2004年2月 - 国家備蓄事業の国直轄事業化にあわせ、民営化。
- 2011年3月 - 東日本大震災により、久慈基地被災。地上施設はほぼ全壊したが地下の備蓄タンクに損傷はなく、従業員の人的被害も生じなかった[3][4]。

## 株主構成
- 太陽石油 - 36%
- ENEOS - 21.8%
- 出光興産 - 15%
- DOWAホールディングス・住友金属鉱山・三井金属鉱業・三菱マテリアル - 各6.8%